# Wolfgang Wehrum
Wolfgang Wehrum (* 5. September 1907 in Essen, Nordrhein-Westfalen; † 25. Oktober 1971 in Berlin) war ein deutscher Filmeditor und Filmregisseur.

## Leben
Wolfgang Wehrum absolvierte ein Technikstudium und begann 1927 als Regieassistent beim Film. Später fungierte er als Aufnahmeleiter und ab 1930 als Editor. Er bearbeitete in Paris für französische Unternehmen die deutschen Fassungen französischer Filme.
1933 kehrte er nach Deutschland zurück und arbeitete hier ab 1934 als Filmeditor. Ebenfalls 1934 gründete er seine Wehrum-Film in Essen und Berlin, mit der er Kultur-, Lehr- und Werbefilme produzierte. Bis zum Beginn des Zweiten Weltkrieges edierte Wehrum für verschiedene Unternehmen, danach ausschließlich für die Universum Film (UFA).
Nach Kriegsende setzte er einige Zeit seine Zusammenarbeit mit Regisseur Helmut Käutner fort, mit dem er schon während des Krieges unter anderem bei der UFA-Produktion Unter den Brücken kooperiert hatte. Mit Artistenblut (1949) und der Militärklamotte Piefke, der Schrecken der Kompanie (1958) inszenierte er selbst zwei Filme mit geringer Resonanz. Ansonsten betätigte er sich immer wieder als Regieassistent, zum Beispiel bei Ein Mann muß nicht immer schön sein und Zwei Girls vom roten Stern.

## Filmografie (Auswahl)
- 1934: Schön ist es, verliebt zu sein
- 1934: Aufforderung zum Tanz
- 1935: Die klugen Frauen
- 1935: Der rote Reiter
- 1936: Schabernack
- 1936: Blumen aus Nizza
- 1936: Das Frauenparadies
- 1937: Millionenerbschaft
- 1937: Der Unwiderstehliche
- 1938: Fahrendes Volk
- 1939: Maria Ilona
- 1939: Brand im Ozean
- 1940: Frau nach Maß
- 1941: U-Boote westwärts!
- 1942: Diesel
- 1943: Der Majoratsherr
- 1943: Liebesgeschichten
- 1943: Du gehörst zu mir
- 1943: Die Gattin
- 1944: Träumerei
- 1944/46: Unter den Brücken
- 1945: Das Leben geht weiter
- 1947: In jenen Tagen
- 1948: Film ohne Titel
- 1948: Der Apfel ist ab
- 1949: Artistenblut (auch Regie und Ko-Drehbuch)
- 1950: Königskinder
- 1953: Schlagerparade
- 1953: Südliche Nächte
- 1954: Ein Mädchen aus Paris
- 1955: Hanussen
- 1956: Ein Mann muß nicht immer schön sein
- 1956: Spion für Deutschland
- 1957: Banktresor 713
- 1957: Vater sein dagegen sehr
- 1957: Drei Mann auf einem Pferd
- 1958: Zwei Herzen im Mai
- 1958: Das gab’s nur einmal
- 1958: Madeleine Tel. 13 62 11
- 1958: Es war die erste Liebe
- 1958: Piefke, der Schrecken der Kompanie (nur Regie)
- 1959: Kriegsgericht
- 1960: Wenn die Heide blüht
- 1960: Der letzte Zeuge
- 1961: Drei Mann in einem Boot
- 1961: Im 6. Stock
- 1961: Gestatten – Mein Name ist Cox (Serie)
- 1962: So toll wie anno dazumal
- 1962: Liebling, ich muß dich erschießen
- 1962: Neunzig Minuten nach Mitternacht
- 1963: Die Dreigroschenoper
- 1963: Ferien wie noch nie
- 1963: Die weiße Spinne
- 1963: Hafenpolizei (Serie)
- 1964: Das Wirtshaus von Dartmoor
- 1964: Frühstück mit dem Tod
- 1964: Heiß weht der Wind
- 1964: Lana – Königin der Amazonen
- 1965: Duell vor Sonnenuntergang
- 1970: Heintje – Einmal wird die Sonne wieder scheinen